# 杰夫·博伊科
杰夫·D·博伊科（英語：Jef D. Boeke，1954年2月15日—）是一位美国遗传学家，知名于发现了反转录转座子，1986年至2014年在约翰斯·霍普金斯大学医学院任教，现为纽约大学教授，人类基因组编写计划的联合负责人之一。